# Jacques Bar
Pour les articles homonymes, voir Bar.
Jacques Bar est un producteur de cinéma français, né le 12 septembre 1921 à Châteauroux (Indre) et mort le 19 janvier 2009 à Boulogne-Billancourt (Hauts-de-Seine).

## Biographie
Jacques Bar a produit notamment des classiques comme Le Passe-muraille, des films avec Fernandel dont L'Ennemi public numéro un, Honoré de Marseille et Heureux qui comme Ulysse et des films avec Jean Gabin comme Le Président, Le cave se rebiffe, Un singe en hiver et Mélodie en sous-sol.

## Filmographie

### 1949-1959
- 1949 :
  - La Maternelle d'Henri Diamant-Berger (producteur)
  - Singoalla de Christian-Jaque (producteur) - (non crédité)
  - Branquignol de Robert Dhéry (producteur)
- 1950 :
  - Meurtres ? de Richard Pottier (producteur) - (non crédité)
- 1951 :
  - Une histoire d'amour de Guy Lefranc (producteur)
  - O.K. Néron de Mario Soldati (producteur)
  - Le Chevalier sans loi de Mario Soldati (producteur)
  - Mon phoque et elles de Pierre Billon (producteur)
  - Le Passe-Muraille de Jean Boyer (producteur)
  - Mr. Peek-a-Boo de Jean Boyer (producteur)
- 1952 :
  - L'Homme de ma vie de Guy Lefranc '(producteur)
  - Le Trou normand de Jean Boyer (producteur)
  - Scampolo 53 de Giorgio Bianchi (producteur)
  - Le Boulanger de Valorgue d'Henri Verneuil (producteur délégué)
  - Les Inutiles de Federico Fellini (producteur) - (non crédité)
- 1953 :
  - L'Esclave d'Yves Ciampi (producteur)
  - L'Ennemi public numéro un d'Henri Verneuil (producteur délégué)
- 1954 :
  - Sang et Lumières de Georges Rouquier (producteur)
  - Secrets d'alcôve de Jean Delannoy (producteur)
  - La Maison du souvenir de Carmine Gallone (producteur) (non crédité)
  - Du sang dans le soleil (Proibito) de Mario Monicelli (producteur)
- 1955 :
  - Le Fil à la patte de Guy Lefranc (producteur)
  - Les héros sont fatigués d'Yves Ciampi (producteur) (non crédité)
  - Le Printemps, l'automne et l'amour de Gilles Grangier (producteur)
  - Histoires romaines de Gianni Franciolini (producteur)
- 1956 :
  - Le Couturier de ces dames de Jean Boyer (producteur délégué)
  - Honoré de Marseille de Maurice Régamey (producteur délégué)
  - Sous le ciel de Provence (Quatre pas dans les nuages) de Mario Soldati (producteur délégué)
  - Typhon sur Nagasaki d'Yves Ciampi (producteur)
  - L'Homme à l'imperméable de Julien Duvivier (producteur)
- 1957 :
  - Le rouge est mis de Gilles Grangier (producteur délégué)
- 1958 :
  - Thérèse Étienne de Denys de la Patellière (producteur)
- 1959 :
  - Meurtre en 45 tours d'Étienne Périer (producteur)
  - Le Vent se lève d'Yves Ciampi (producteur)
  - La Loi de Jules Dassin (producteur)
  - Délit de fuite de Bernard Borderie (producteur)
  - La fièvre monte à El Pao de Luis Buñuel (producteur)

### 1960-1969
- 1960 :
  - Les Pionniers de Marcel Camus (producteur)
  - Les Vieux de la vieille de Gilles Grangier (producteur)
- 1961 :
  - Le Président d'Henri Verneuil (producteur)
  - Qui êtes-vous, Monsieur Sorge ? d'Yves Ciampi
  - Le Cave se rebiffe de Gilles Grangier (producteur délégué)
  - Le Pont vers le soleil d'Étienne Périer (producteur)
  - Vie privée de Louis Malle (producteur) - (non crédité)
- 1962 :
  - Un singe en hiver d'Henri Verneuil (producteur)
  - Le Gentleman d'Epsom de Gilles Grangier (producteur délégué)
  - Le Mercenaire d'Étienne Périer et Baccio Bandini (producteur)
- 1963 :
  - Mélodie en sous-sol d'Henri Verneuil (producteur)
  - Rififi à Tokyo de Jacques Deray (producteur)
  - Le Jour et l'Heure de René Clément (producteur)
- 1964 :
  - Les Félins de René Clément (producteur)
  - Le Repas des fauves de Christian-Jaque (producteur)
  - L'Insoumis d'Alain Cavalier (producteur)
- 1965 :
  - Les Tueurs de San Francisco (Once a Thief) de Ralph Nelson (producteur) (non crédité) Si : son nom est au générique.
  - Dis-moi qui tuer d'Étienne Périer (producteur)
- 1966 :
  - Lutring... réveille-toi et meurs de Carlo Lizzani (producteur)
  - L'Homme qui rit de Sergio Corbucci (producteur) (non crédité dans la version italienne)
- 1967 :
  - Mamaia de José Varela (producteur)
  - Bang-Bang de Serge Piollet (producteur)
  - Le 13ème caprice de Roger Boussinot (producteur)
  - Fruits amers (Soledad) de Jacqueline Audry (producteur)
- 1968 :
  - La Bataille de San Sebastian d'Henri Verneuil (producteur)
- 1969 :
  - Un jeune couple de René Gainville (producteur)

### 1970-1979
- 1970 :
  - Heureux qui comme Ulysse d'Henri Colpi (producteur)
  - Dernier Domicile connu de José Giovanni (producteur) - (non crédité)
- 1971 :
  - Un aller simple de José Giovanni (producteur délégué)
- 1972 :
  - Un homme est mort de Jacques Deray (producteur)
- 1973 :
  - L'Île mystérieuse de Juan Antonio Bardem et Henri Colpi (producteur)
- 1974 :
  - Les Suspects de Michel Wyn (producteur)
- 1975 :
  - Au-delà de la peur d'Yannick Andréi (producteur)
  - La Baby-Sitter de René Clément (producteur exécutif et producteur)
- 1978 :
  - Le Pion de Christian Gion (producteur)

### 1980-1989
- 1985 :
  - Parole de flic de José Pinheiro (producteur)
- 1988 :
  - Ne réveillez pas un flic qui dort de José Pinheiro (producteur associé : Cité Films)
- 1989 :
  - Joyeux Noël, bonne année (Buon Natale... Buon anno), de Luigi Comencini (producteur)

### 1990-1999
- 1990 :
  - Feu sur le candidat d'Agnès Delarive (producteur)
  - Dancing Machine de Gilles Béhat (producteur)
- 1991 :
  - Aujourd'hui peut-être... de Jean-Louis Bertuccelli (producteur) - (non crédité)
- 1992 :
  - Sam suffit de Virginie Thévenet (coproducteur)
- 1993 :
  - My Father, ce héros de Steve Miner (producteur)
- 1998 :
  - Le Comte de Monte-Cristo de Josée Dayan (producteur associé)
- 1999 :
  - Un pont entre deux rives de Gérard Depardieu et Frédéric Auburtin (producteur exécutif)

### depuis 2000
- 2004 :
  - Éros - segment "Equilibrium" - de Steven Soderbergh (producteur)